# Prix des Cévennes
 (décembre 2023).
Si vous disposez d'ouvrages ou d'articles de référence ou si vous connaissez des sites web de qualité traitant du thème abordé ici, merci de compléter l'article en donnant les références utiles à sa vérifiabilité et en les liant à la section « Notes et références ».
Le Prix des Cévennes est une course hippique de trot attelé se déroulant fin octobre - début novembre sur l'hippodrome de Vincennes.
C'est une course européenne réservée aux chevaux de 6 à 10 ans n'ayant pas gagné 750 000 €.
Elle se court sur la distance de 2 700 mètres grande piste, départ volté. En 2007, l'allocation est de 100 000 €.

## Palmarès depuis 2000
| Année | Cheval           | Driver             |
| 2014  | Rapide du Digeon | Damien Bonne       |
| 2013  | Tiego D'Etang    | Christian Bigeon   |
| 2012  | Quoumba de Guez  | Jean-Michel Bazire |
| 2011  | Roxane Griff     | Eric Raffin        |
| 2007  | Lontzac          | Michel Lenoir      |
| 2006  |                  |                    |
| 2005  |                  |                    |
| 2004  |                  |                    |
| 2003  |                  |                    |
| 2002  |                  |                    |
| 2001  |                  |                    |
| 2000  |                  |                    |